# Національний музей Кенії
Національний музей Кенії (англ. National Museums of Kenya) — державний музей історії та культури Кенії, розташований у столиці держави місті Найробі.

## Історія
Офіційно музей відкрився 22 вересня 1930 року. Спочатку називався Музей Корендона, на честь губернатора Кенії сера Роберта Корендона. Після проголошення незалежності Кенії в 1963 році музей перейменували в Національний музей Кенії.

## Експозиції
Музей присвячений історії та культурі Кенії, у тому числі й історії Найробі. Має у своєму розпорядженні однією з найкращих колекцій флори і фауни Східної Африки. На першому поверсі музею регулярно проводяться виставки сучасного мистецтва Кенії.
В результаті реконструкції, проведеної в 2005-07 роках, спрямованість роботи музею стала ближче до багатопрофільного освітнього центру.